# Pour les nouvelles générations
Pour les nouvelles générations (en bosnien : Za Nove Generacije abrégé ZNG) est un parti politique social-libéral et écologiste libéral de Bosnie-Herzégovine. Il est fondé le 29 avril 2022.

## Histoire
Pour les nouvelles générations est fondé 29 avril 2022 par Damir Marjanović, membre de la Chambre des peuples de la fédération de Bosnie-et-Herzégovine.
Aux élections générales de 2022, le parti concourt à tous les ordres de gouvernement, à l'exception de la présidence. En coalition avec l'Union européenne des citoyens de Bosnie-Herzégovine, les deux partis obtiennent respectivement un siège à la Chambre des représentants de Bosnie-Herzégovine,.

## Résultats électoraux

### Élections parlementaires
| Année | Voix   | %    | Sièges | Rang |
| ----- | ------ | ---- | ------ | ---- |
| 2022  | 47 157 | 2,97 | 2 / 42 | 10e  |

1. ↑  En coalition avec l'Union européenne des citoyens de Bosnie-Herzégovine